# 川島基宏
川島 基宏（かわしま もとひろ）は、日本のビデオゲーム作曲家およびテクノプロデューサー。 ゲーム楽曲をはじめとする作曲活動を行う。代表作は「ベア・ナックルII 死闘への鎮魂歌」や「ベア・ナックルIII」。

## 来歴
愛知県名古屋市出身。父は作曲家兼指揮者で、川島自身もクラシック音楽を聴いて育ち、特にジョージ・ガーシュウィン（中でも「ラプソディ・イン・ブルー」）を好んだという。また父親の指揮する曲をついていって舞台裏から聴いたりした。高校時代にはディスコに通ってダンスにも親しんでいた。ディスコへの関心が薄れてからは坂本龍一の音楽に熱中した。
東京に憧れを持ち、国立音楽大学に進学。声楽家を目指していたが気胸で肺を痛め、作曲家に転向しようとしたところ、卒業後の生計を心配した父の勧めにより、楽理科を選ぶ。大学進学は22歳の時だった。
大学時代はテクノミュージックに強い関心を示す。4年生の時に、ゲーム音楽のスタッフを探していた古代祐三に出会う。国立音楽大学を卒業後、1992年に古代の会社エインシャントに入社した。初仕事は『The GG忍 II』だった。
川島は当時ビデオゲームにはほとんど親しんでおらず、ゲーム音楽についても知識がなかった。川島はビデオゲームの音楽は「実験として捉えて」いたと話している。

## 作品

### ビデオゲーム
- The GG忍 II（セガ、ゲームギア、1992年）
- バットマン・リターンズ（セガ、メガドライブ、1992年）
- ベア・ナックルII 死闘への鎮魂歌（セガ、メガドライブ、1992年）[1]
- ベア・ナックルIII（セガ、メガドライブ、1994年）[1]
- アイ・オブ・ザ・ビホルダー（メガCD、1994年）
- 卍Psy幽記（psd、PC-9800シリーズ、1995年）
- Zork I：The Great Underground Empire（翔泳社、PlayStation・セガサターン、1996年）
- バトルバ（ビクターJVC、セガサターン、1996年）
- フォックスジャンクション（トリップス、PlayStation、1998年）
- グループSチャレンジ（2003年）
- カイジュウの島 〜アメージングアイランド〜（セガ、ニンテンドー ゲームキューブ、2004年）
- うえきの法則（2006年）
- 家庭教師ヒットマンREBORN! ドリームハイパーバトル! 死ぬ気の炎と黒き記憶（マーベラスエンターテイメント、PlayStation 2、2007年）
- 家庭教師ヒットマンREBORN! バトルアリーナ（マーベラスエンターテイメント、PlayStation Portable、2008年）
- 家庭教師ヒットマンREBORN! BATTLE ARENA2 スピリットバースト（マーベラスエンターテイメント、PlayStation Portable、2009年）
- Dead Heat（2010年）
- Oh,DEER!（Necrosoft Games、PlayStation Vita、2015年）
- ベア・ナックルIV（DotEmu、Microsoft Windows・Nintendo Switch・PlayStation 4・Xbox One、2020年）[3]

### アルバム
サウンドトラックは除く。
- Prepared Wave（2019年11月4日）
- Before After（2021年9月24日）
  - デジタル販売のみ。ピアノに実妹のCominが参加。
- Acrobatizm（2023年8月4日）